# برونوين نوكس
برونوين نوكس (بالإنجليزية: Bronwen Knox)‏ هي لاعبة كرة الماء أسترالية، ولدت في 16 أبريل 1986 في بريزبان في أستراليا.

## وصلات خارجية
- برونوين نوكس على موقع الاتحاد الدولي للسباحة (الإنجليزية)
- برونوين نوكس على موقع اللجنة الأولمبية الدولية (الإنجليزية)
- برونوين نوكس على موقع أوليمبيديا (الإنجليزية)
- برونوين نوكس على موقع اللجنة الأولمبية الأسترالية (الإنجليزية)